# Durio graveolens
Durio graveolens é uma espécie de árvore da família Malvaceae. É uma das seis espécies do gênero Durio nomeadas pelo naturalista italiano Odoardo Beccari. O epíteto específico graveolens ("de odor forte" ou "pungente") refere-se ao seu odor. Embora muitas espécies de Durio (notavelmente Durio dulcis [en]) tenham um aroma forte, o tipo de polpa vermelha de D. graveolens possui um odor suave. É nativa do Sudeste Asiático.
É uma espécie comestível e uma das mais populares entre as espécies "selvagens" de Durio, sendo comercializada regionalmente.

## Descrição
D. graveolens é uma árvore de grande porte, com características semelhantes a Durio dulcis. Habita o dossel superior, alcançando até 50 m de altura. O tronco tem entre 85 e 100 cm de diâmetro e pode não apresentar ramos até cerca de 25 m de altura. A casca é lisa ou escamosa, variando de cinza/malva a marrom-avermelhado, com raízes tabulares inclinadas. Essas raízes atingem até 3 m de altura e se estendem por 1,5 m.
As folhas oblongas têm entre 10 e 26 cm de comprimento, sem o pecíolo, e entre 4 e 10 cm de largura. São perfeitamente arredondadas nas extremidades, rígidas e ligeiramente coriáceas (com textura semelhante a couro). Na face superior, são glabras (lisas e sem pelos) e crocantes, com aparência quase envernizada. Na face inferior, apresentam coloração marrom-cobre e são escamosas, com escamas grandes de até 2 mm de diâmetro, pouco visíveis quando secas. As escamas foliares são peltadas (em forma de escudo), ciliadas-radiadas (com franjas) e profundamente lobadas em três a cinco partes. Além das escamas, longos fios de pelos estrelados e outros tricomas de tamanhos variados formam uma superfície tomentosa (aveludada). A nervura central da folha é muito proeminente na face inferior e forma uma dobra na face superior. As estípulas são caducas (caem precocemente). As folhas possuem 10 a 12 veias laterais por lado (com algumas menores entremeadas), que são finas e superficiais na face superior e mais distintas, mas ainda pouco visíveis, na inferior. O pecíolo é robusto, com 15 a 18 mm de comprimento, e tumescente (inchado) a partir do meio.
As flores crescem nos ramos em cimas curtas e com um cálice fino. A base é saciforme, com três a cinco lobos conatos. As pétalas são brancas, espatuladas (em forma de colher) e medem entre 25 e 35 mm de comprimento. No interior, há cinco feixes separados de estaminódios e estames, fundidos por menos da metade de seu comprimento. A antera apresenta pequenos grupos de quatro ou cinco lóculos de pólen alongados que se abrem por fendas longitudinais. Os ovários são ovoides a globosos (aproximadamente esféricos) e possuem um estigma amarelo capitado (em forma de alfinete) e um estilete branco a esverdeado com cerca de 48 mm. O pólen é relativamente liso, esferoide e tem 54 μm de diâmetro. A superfície do pólen inclui três aberturas colporadas, com uma combinação de colpo (sulco) e poro. Os grãos de pólen são monádicos e não se agrupam.

Os frutos têm entre 10 e 15 cm de diâmetro e pesam cerca de 757,5 g. A casca, de verde a amarelo-alaranjada, é densamente coberta por espinhos longos (1 cm) e finos, angulosos e subulados, retos ou ligeiramente curvados, espinhosos, mas ligeiramente macios. O fruto se divide facilmente em cinco valvas fibroso-coriáceas com paredes de 5 a 6 mm de espessura. Geralmente, o fruto se abre na árvore, mas algumas variedades só se abrem no chão ou após a colheita. Cada valva contém duas sementes bulbosas ou em forma de castanha, completamente envoltas por um arilo carnoso. As sementes brilhantes, de cor marrom, medem 2 × 4 cm. O arilo pungente é a parte consumida como alimento, embora algumas fontes indiquem que o odor pode ser muito suave. A cor do arilo varia de amarelo claro a laranja ou vermelho intenso.

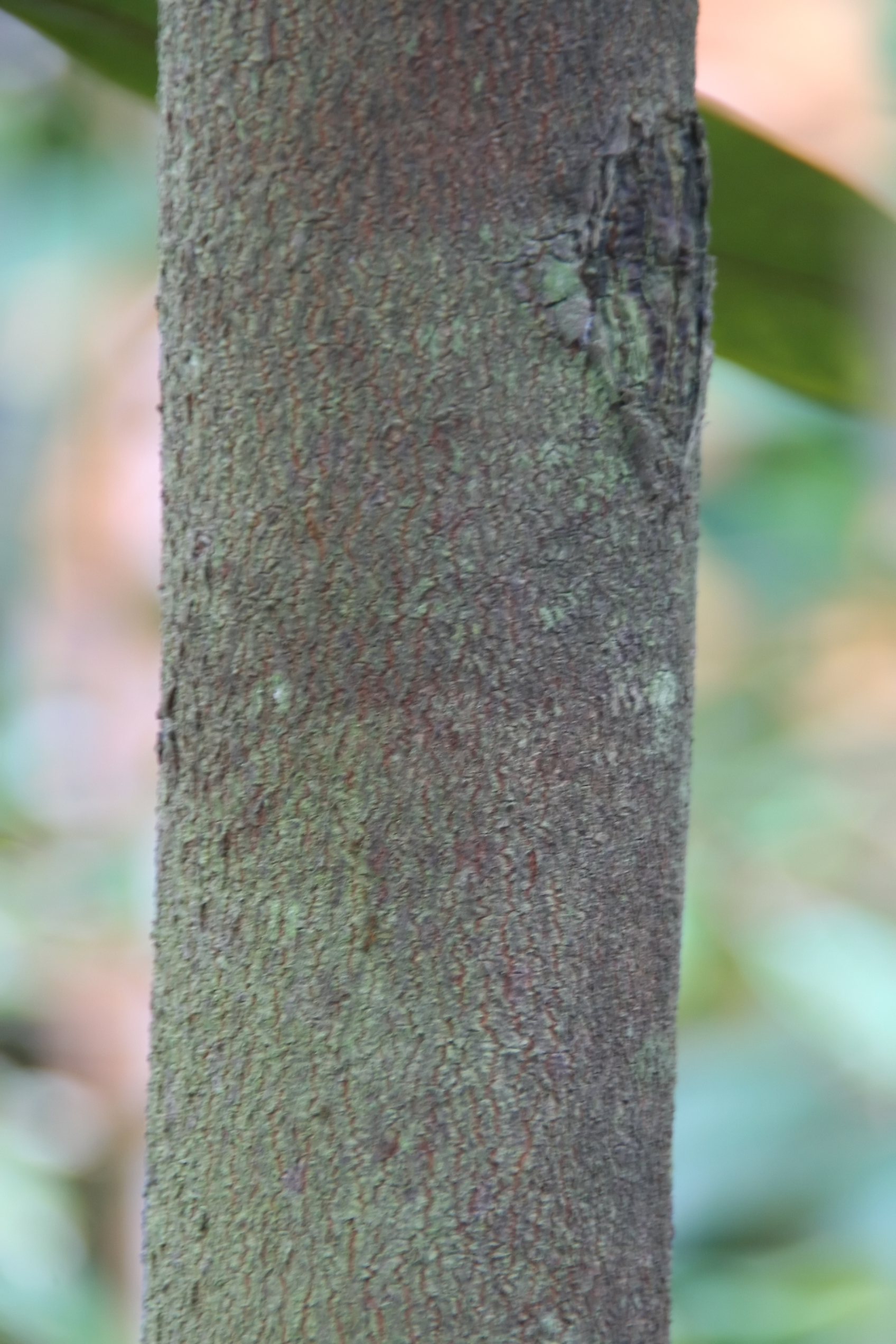
Tronco
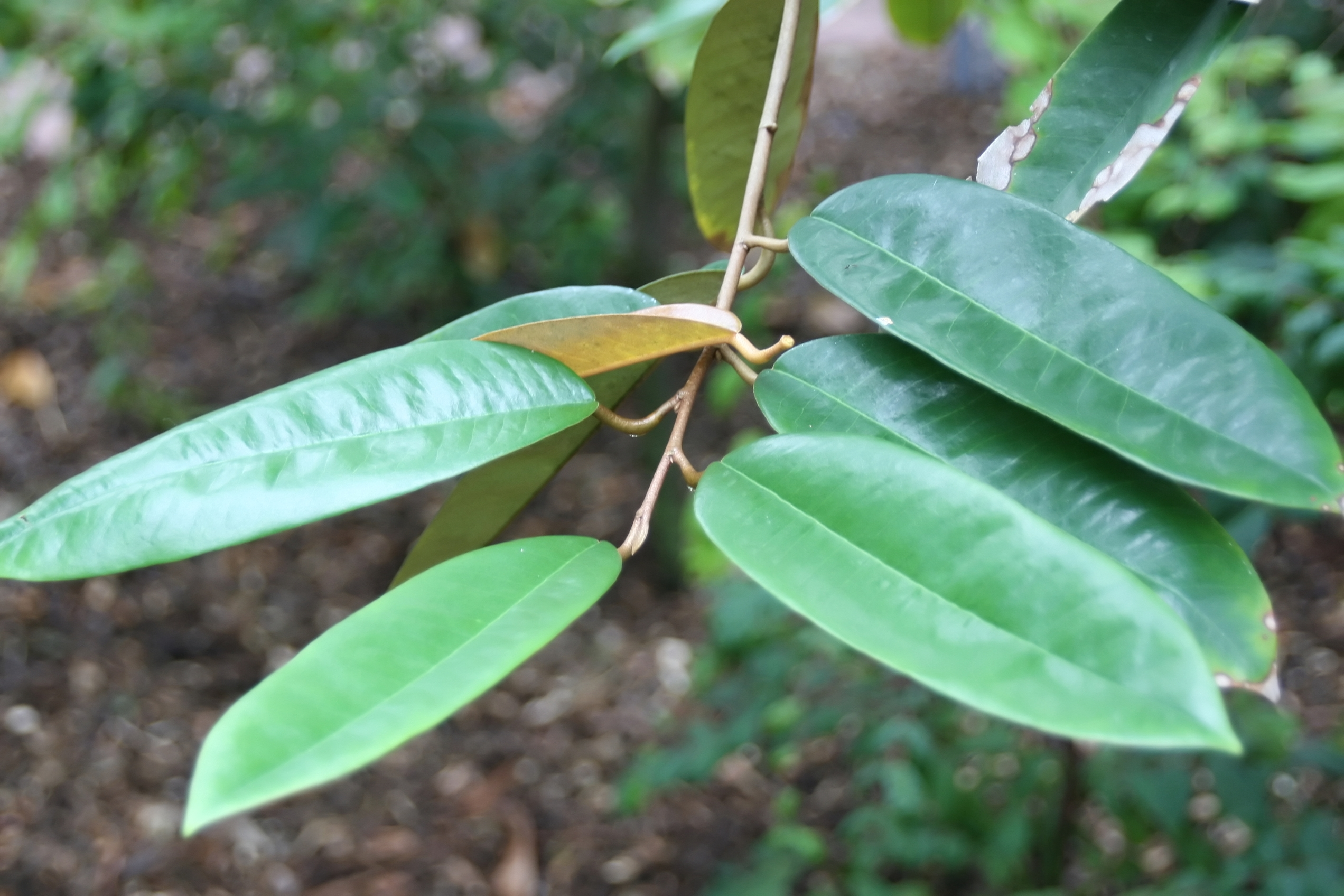
Folhagem
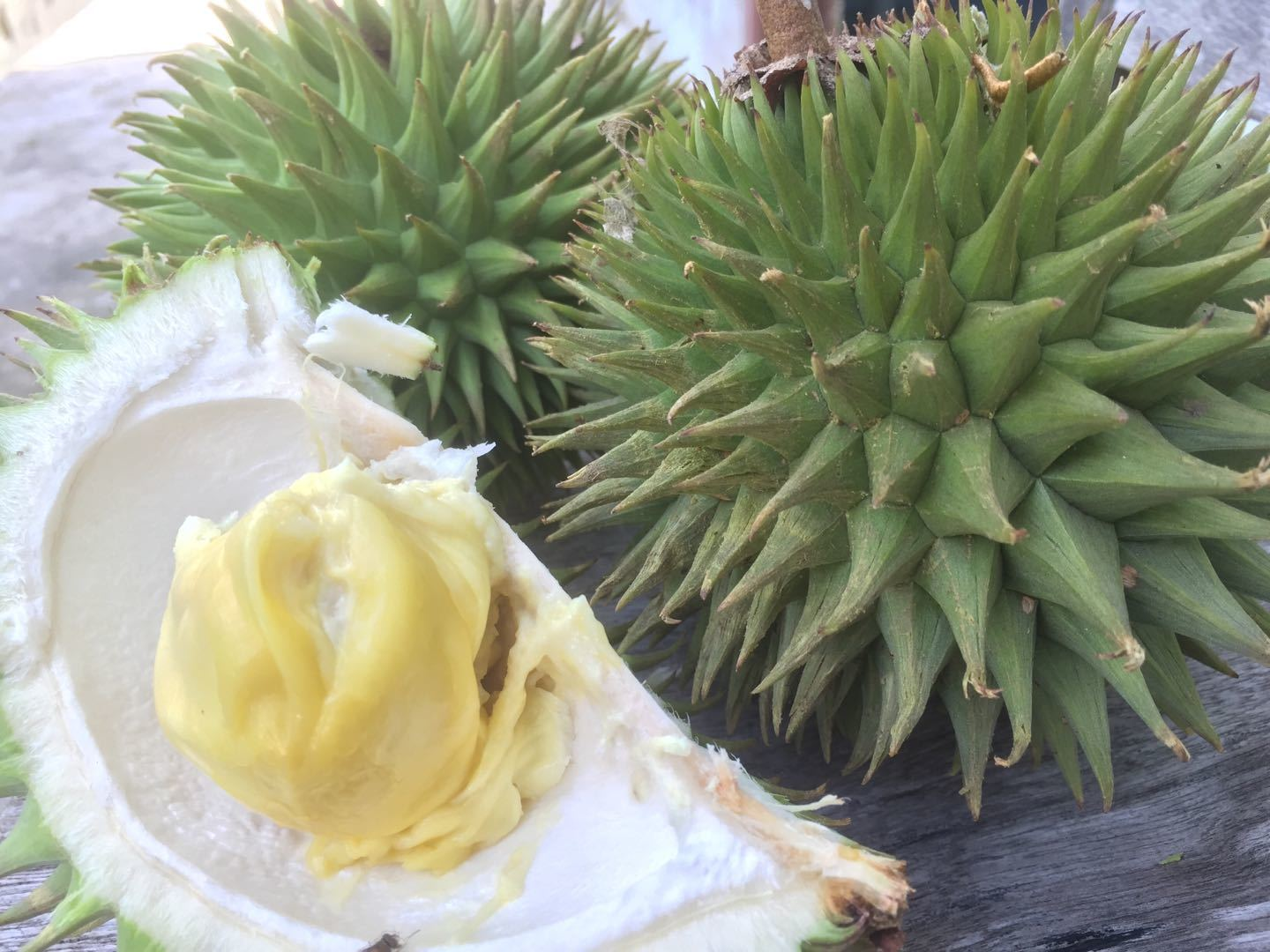
Fruto

## Taxonomia
Descrita inicialmente em 1889 por Odoardo Beccari, em 1924, o botânico holandês Reinier Cornelis Bakhuizen van den Brink [en] a reduziu a um sinônimo de Durio conicus. Em 1953, o botânico britânico John Wyatt-Smith agrupou-a sob D. dulcis. Os botânicos indonésios André Joseph Guillaume Henri Kostermans e Wertit Soegeng-Reksodihardjo a restabeleceram como espécie distinta em 1958.
Não deve ser confundida com os clones populares de Durio da Malásia conhecidos em inglês como 'Red Flesh' (D164) e 'Red Prawn' (D175), ambos pertencentes a D. zibethinus. Um híbrido natural de D. graveolens e D. zibethinus é chamado de durian siunggong ou durian suluk. Ele combina a textura e o sabor do popular D. zibethinus com notas de caramelo queimado de D. graveolens.
Possui uma variedade registrada, 'DQ2 nyekak (DK8)'. A cor da polpa do fruto indica outras variedades – uma de polpa laranja, uma de polpa vermelha e uma de polpa amarela. Essas variedades podem ser espécies diferentes, mas não há consenso atualmente. A variedade de polpa amarela é às vezes chamada de durian simpor.
D. graveolens pertence ao clado central Palatadurio do gênero Durio. É mais proximamente relacionada a Durio kutejensis [en].

|  | D. graveolens         |
|  |                       |
|  | Durio kutejensis [en] |
|  |                       |

|  | Durio oxleyanus [en]                                                     |
|  |                                                                          |
|  | \| \| Durio lowianus [en] \| \| \| \| \| \| Durio zibethinus \| \| \| \| |
|  |                                                                          |
|  | Durio lowianus [en]                                                      |
|  |                                                                          |
|  | Durio zibethinus                                                         |
|  |                                                                          |

|  | Durio lowianus [en] |
|  |                     |
|  | Durio zibethinus    |
|  |                     |

|  | Durio oxleyanus [en]                                                     |
|  |                                                                          |
|  | \| \| Durio lowianus [en] \| \| \| \| \| \| Durio zibethinus \| \| \| \| |
|  |                                                                          |
|  | Durio lowianus [en]                                                      |
|  |                                                                          |
|  | Durio zibethinus                                                         |
|  |                                                                          |

|  | Durio lowianus [en] |
|  |                     |
|  | Durio zibethinus    |
|  |                     |

|  | D. graveolens         |
|  |                       |
|  | Durio kutejensis [en] |
|  |                       |

|  | Durio oxleyanus [en]                                                     |
|  |                                                                          |
|  | \| \| Durio lowianus [en] \| \| \| \| \| \| Durio zibethinus \| \| \| \| |
|  |                                                                          |
|  | Durio lowianus [en]                                                      |
|  |                                                                          |
|  | Durio zibethinus                                                         |
|  |                                                                          |

|  | Durio lowianus [en] |
|  |                     |
|  | Durio zibethinus    |
|  |                     |

|  | Durio oxleyanus [en]                                                     |
|  |                                                                          |
|  | \| \| Durio lowianus [en] \| \| \| \| \| \| Durio zibethinus \| \| \| \| |
|  |                                                                          |
|  | Durio lowianus [en]                                                      |
|  |                                                                          |
|  | Durio zibethinus                                                         |
|  |                                                                          |

|  | Durio lowianus [en] |
|  |                     |
|  | Durio zibethinus    |
|  |                     |

|  | D. graveolens         |
|  |                       |
|  | Durio kutejensis [en] |
|  |                       |

|  | Durio oxleyanus [en]                                                     |
|  |                                                                          |
|  | \| \| Durio lowianus [en] \| \| \| \| \| \| Durio zibethinus \| \| \| \| |
|  |                                                                          |
|  | Durio lowianus [en]                                                      |
|  |                                                                          |
|  | Durio zibethinus                                                         |
|  |                                                                          |

|  | Durio lowianus [en] |
|  |                     |
|  | Durio zibethinus    |
|  |                     |

|  | Durio oxleyanus [en]                                                     |
|  |                                                                          |
|  | \| \| Durio lowianus [en] \| \| \| \| \| \| Durio zibethinus \| \| \| \| |
|  |                                                                          |
|  | Durio lowianus [en]                                                      |
|  |                                                                          |
|  | Durio zibethinus                                                         |
|  |                                                                          |

|  | Durio lowianus [en] |
|  |                     |
|  | Durio zibethinus    |
|  |                     |

|  | D. graveolens         |
|  |                       |
|  | Durio kutejensis [en] |
|  |                       |

|  | Durio oxleyanus [en]                                                     |
|  |                                                                          |
|  | \| \| Durio lowianus [en] \| \| \| \| \| \| Durio zibethinus \| \| \| \| |
|  |                                                                          |
|  | Durio lowianus [en]                                                      |
|  |                                                                          |
|  | Durio zibethinus                                                         |
|  |                                                                          |

|  | Durio lowianus [en] |
|  |                     |
|  | Durio zibethinus    |
|  |                     |

|  | Durio oxleyanus [en]                                                     |
|  |                                                                          |
|  | \| \| Durio lowianus [en] \| \| \| \| \| \| Durio zibethinus \| \| \| \| |
|  |                                                                          |
|  | Durio lowianus [en]                                                      |
|  |                                                                          |
|  | Durio zibethinus                                                         |
|  |                                                                          |

|  | Durio lowianus [en] |
|  |                     |
|  | Durio zibethinus    |
|  |                     |

|  | D. graveolens         |
|  |                       |
|  | Durio kutejensis [en] |
|  |                       |

|  | Durio oxleyanus [en]                                                     |
|  |                                                                          |
|  | \| \| Durio lowianus [en] \| \| \| \| \| \| Durio zibethinus \| \| \| \| |
|  |                                                                          |
|  | Durio lowianus [en]                                                      |
|  |                                                                          |
|  | Durio zibethinus                                                         |
|  |                                                                          |

|  | Durio lowianus [en] |
|  |                     |
|  | Durio zibethinus    |
|  |                     |

|  | Durio oxleyanus [en]                                                     |
|  |                                                                          |
|  | \| \| Durio lowianus [en] \| \| \| \| \| \| Durio zibethinus \| \| \| \| |
|  |                                                                          |
|  | Durio lowianus [en]                                                      |
|  |                                                                          |
|  | Durio zibethinus                                                         |
|  |                                                                          |

|  | Durio lowianus [en] |
|  |                     |
|  | Durio zibethinus    |
|  |                     |

|  | D. graveolens         |
|  |                       |
|  | Durio kutejensis [en] |
|  |                       |

|  | Durio oxleyanus [en]                                                     |
|  |                                                                          |
|  | \| \| Durio lowianus [en] \| \| \| \| \| \| Durio zibethinus \| \| \| \| |
|  |                                                                          |
|  | Durio lowianus [en]                                                      |
|  |                                                                          |
|  | Durio zibethinus                                                         |
|  |                                                                          |

|  | Durio lowianus [en] |
|  |                     |
|  | Durio zibethinus    |
|  |                     |

|  | Durio oxleyanus [en]                                                     |
|  |                                                                          |
|  | \| \| Durio lowianus [en] \| \| \| \| \| \| Durio zibethinus \| \| \| \| |
|  |                                                                          |
|  | Durio lowianus [en]                                                      |
|  |                                                                          |
|  | Durio zibethinus                                                         |
|  |                                                                          |

|  | Durio lowianus [en] |
|  |                     |
|  | Durio zibethinus    |
|  |                     |

|  | D. graveolens         |
|  |                       |
|  | Durio kutejensis [en] |
|  |                       |

|  | Durio oxleyanus [en]                                                     |
|  |                                                                          |
|  | \| \| Durio lowianus [en] \| \| \| \| \| \| Durio zibethinus \| \| \| \| |
|  |                                                                          |
|  | Durio lowianus [en]                                                      |
|  |                                                                          |
|  | Durio zibethinus                                                         |
|  |                                                                          |

|  | Durio lowianus [en] |
|  |                     |
|  | Durio zibethinus    |
|  |                     |

|  | Durio oxleyanus [en]                                                     |
|  |                                                                          |
|  | \| \| Durio lowianus [en] \| \| \| \| \| \| Durio zibethinus \| \| \| \| |
|  |                                                                          |
|  | Durio lowianus [en]                                                      |
|  |                                                                          |
|  | Durio zibethinus                                                         |
|  |                                                                          |

|  | Durio lowianus [en] |
|  |                     |
|  | Durio zibethinus    |
|  |                     |

|  | D. graveolens         |
|  |                       |
|  | Durio kutejensis [en] |
|  |                       |

|  | Durio oxleyanus [en]                                                     |
|  |                                                                          |
|  | \| \| Durio lowianus [en] \| \| \| \| \| \| Durio zibethinus \| \| \| \| |
|  |                                                                          |
|  | Durio lowianus [en]                                                      |
|  |                                                                          |
|  | Durio zibethinus                                                         |
|  |                                                                          |

|  | Durio lowianus [en] |
|  |                     |
|  | Durio zibethinus    |
|  |                     |

|  | Durio oxleyanus [en]                                                     |
|  |                                                                          |
|  | \| \| Durio lowianus [en] \| \| \| \| \| \| Durio zibethinus \| \| \| \| |
|  |                                                                          |
|  | Durio lowianus [en]                                                      |
|  |                                                                          |
|  | Durio zibethinus                                                         |
|  |                                                                          |

|  | Durio lowianus [en] |
|  |                     |
|  | Durio zibethinus    |
|  |                     |

### Etimologia
No nome científico Durio graveolens, graveolens significa "de odor forte", embora tenha sido descrito como tendo um odor "suave" ou "leve" ou, em um livro publicado pelo Conselho Nacional de Pesquisa dos EUA, como "inodoro".
Em malaio, o fruto é chamado de durian burong, durian burung ("durião de pássaro"), durian rimba ("durião da selva"), durian kuning ("durião amarelo"), durian merah ("durião vermelho"), ou durian otak udang galah ("durião cérebro de camarão de água doce"). Em iban, é chamado de durian isu. Os Bidayuh [en] o chamam de durian umot. Entre os povos Kenyah [en] e Dayak, é conhecido como durian anggang ("durião de calau"), durian ajan, pesang, tabela ou ta-bela, tabelak, taula, tuala, tuwala. Em Sumatra, os Batak o chamam de tinambela. Em Karo, é chamado de meraan. Na Tailândia, é referido como thurian rak kha (em tailandês: ทุเรียนรากขา) ou thurian khua tit (ทุเรียนขั้วติด; as fontes divergem sobre qual nome se refere a esta espécie, com o outro sendo atribuído a Durio kutejensis). Na regência de Achém Tamiangue, pode ser chamado de durian batu ("durião de pedra"), e em outras partes de Sumatra, é conhecido como durian adjan. Outros nomes regionais incluem durian dalit (mas isso também pode se aplicar a Durio oxleyanus), alau, dujen, durian alau, durian daun dungoh, durian hutan ("durião da floresta"), durian pipit, lai bengang, merang kunyit, pasang e tongkai.

## Distribuição
D. graveolens selvagem cresce na Malásia Peninsular (estados de Jor, Quedá, Calantão, Malaca, Penão, Peraque, Selangor e Trenganu), nas ilhas indonésias de Bornéu e Sumatra, em Palauã e no sul da Tailândia. É cultivada em Brunei, Sarauaque, Sabá e no Território do Norte da Austrália. Em Brunei, sua popularidade supera a de D. zibethinus, que não é cultivada no país.
Ocasionalmente, é cultivada fora dos trópicos. Na Flórida, foi observada resistindo a duas noites consecutivas a 0 °C, embora coberta com tecido.

## Ecologia

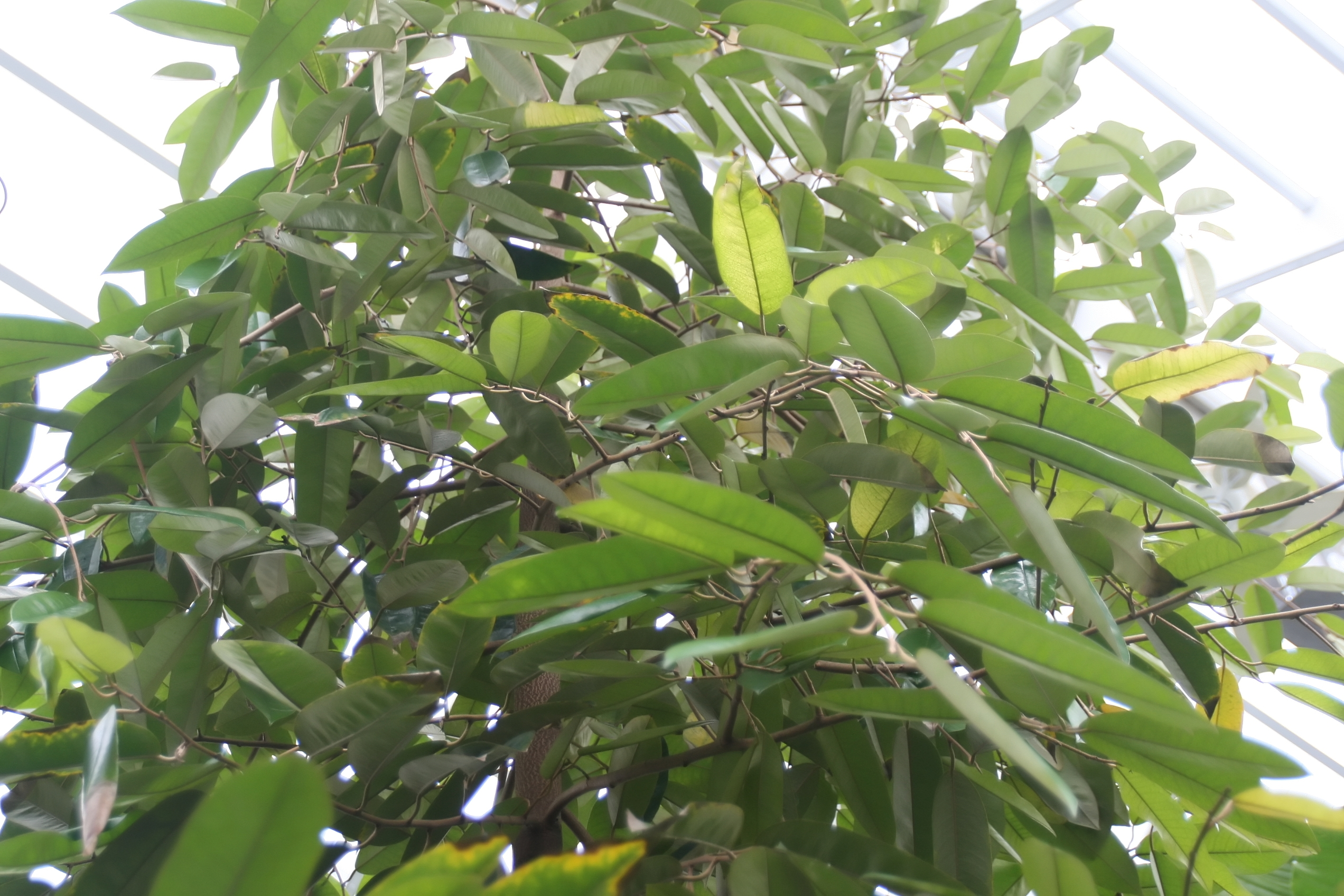
Folhagem de Durio graveolens

D. graveolens é uma espécie vegetal tropical que requer calor e umidade elevados. Geralmente, é encontrada em solos ricos em argila em florestas de Dipterocarpaceae úmidas de terras baixas, frequentemente ao longo de margens de rios e pântanos. Devido à sua tolerância a habitats úmidos, pode ser resistente à infecção pelo oomicete Phytophthora palmivora [en]. Também pode ser encontrada em encostas e cristas de folhelho até 1000 m de altitude.
É polinizada por morcegos. Como uma das poucas espécies que hibridizam naturalmente com D. zibethinus, acredita-se que compartilhem um polinizador, provavelmente o morcego Eonycteris spelaea. Pólen de ambas as espécies de Durio foi encontrado em fezes de morcegos Eonycteris spelaea e, possivelmente, do morcego Macroglossus sobrinus.
Após a colheita, o fruto pode ser atacado por fungos como Lasiodiplodia theobromae [en], Glomerella cingulata [en], Geotrichum candidum [en], Calonectria kyotensis [en] e, ocasionalmente, Gliocephalotrichum bulbilium. Infecções fúngicas secundárias ou oportunistas podem ser causadas por espécies como Aspergillus niger e outras espécies de Aspergillus, Candida, Fusarium gibbosum [en] e Penicillium.
O fruto é consumido por orangotangos Pongo pygmaeus, esquilos Callosciurus prevostii, macacos Macaca fascicularis, calaus-malaios [en] (Anthracoceros malayanus), possivelmente mamíferos da família Viverridae e ursos Helarctos malayanus. Os calaus-malaios também são eficazes dispersores de sementes para a árvore.

## Bioquímica
Os ácidos graxos do fruto são 30% saturados e 70% insaturados. As gorduras saturadas incluem ácido tetradecanoico (14,49%), ácido eicosanoico (7,08%), ácido pentadecílico [en] (3,61%), ácido margárico [en] (2,2%), ácido cáprico (1,62%) e ácido dodecanoico (1,31%). As gorduras insaturadas incluem ácido oleico (22,18%), ácido palmitoleico (13,55%), ácido linolelaídico [en] (12,39%), ácido gamalinolênico (12,23%), ácido linoleico (4,95%), ácido elaídico [en] (2,50%) e ácido miristoleico [en] (1,89%).

## Usos
A polpa do fruto é geralmente consumida crua e tem o aroma de amêndoas torradas ou caramelo queimado. O sabor é descrito como doce e queijoso ou semelhante a comer um abacate. Às vezes, é fermentada para produzir o condimento Tempoyak [en]. O tipo de polpa vermelha é usado com peixes de água doce para preparar um tipo de sayur (um ensopado de vegetais tradicional indonésio).
As sementes podem ser moídas em farinha (tepung biji durian dalit).
A árvore também é explorada para madeira em Sarauaque. Os Ibans da região também utilizam tisana de casca madura para banhar bebês de um dia (especialmente prematuros), pois acreditam que fortalece a pele.